# Сыч, Олег Андреевич
Олег Андреевич Сыч (22 мая 1960, Одесса, Украинская ССР) — советский и украинский футболист, защитник.

## Игровая карьера
Олег Сыч родился в Одессе. В футбол начал играть в СДЮСШОР «Черноморец», где его первым тренером был Георгий Бурсаков. После окончания школы Олега приняли в дубль «Черноморца». Затем он играл в местном СКА, вновь в «Черноморце», никопольском «Колосе». В высшей лиге СССР в составе «Черноморца» выходил на поле в 23 матчах.
В «Судостроитель» Сыча пригласил старший тренер Евгений Кучеревский. Дебют за «корабелов» состоялся 11 апреля 1985 года в Одессе в матче со СКА. За семь сезонов в центре обороны николаевской команды провел 261 игру, забил три мяча. Во многих матчах выводил команду на поле с капитанской повязкой. В 1985 году был включён в число «22 лучших футболистов второй лиги» на позиции «передний центральный защитник». Далее в футбольной биографии Олега были венгерский «Халадаш», херсонская «Таврия». В сезоне 1995/1996 гг. вернулся в Николаев, где провёл пять матчей в высшей лиге за СК «Николаев» и завершил игровую карьеру.

## Статистика игр за «Николаев»
| Клуб                | Сезон               | Чемпионат | Чемпионат | Кубок | Кубок | Итого | Итого |
| Клуб                | Сезон               | Игры      | Голы      | Игры  | Голы  | Игры  | Голы  |
| ------------------- | ------------------- | --------- | --------- | ----- | ----- | ----- | ----- |
| Судостроитель       | 1985                | 23        | 1         | 0     | 0     | 23    | 1     |
| Судостроитель       | 1986                | 39        | 0         | 0     | 0     | 39    | 0     |
| Судостроитель       | 1987                | 48        | 0         | 1     | 0     | 49    | 0     |
| Судостроитель       | 1988                | 42        | 0         | —     | —     | 42    | 0     |
| Судостроитель       | 1989                | 47        | 0         | —     | —     | 47    | 0     |
| Судостроитель       | 1990                | 32        | 0         | —     | —     | 32    | 0     |
| Судостроитель       | 1991                | 32        | 2         | —     | —     | 32    | 2     |
| Судостроитель       | Итого               | 263       | 3         | 1     | 0     | 264   | 3     |
| Николаев            | 1995/1996           | 5         | 0         | 0     | 0     | 5     | 0     |
| Николаев            | Итого               | 5         | 0         | 0     | 0     | 5     | 0     |
| Всего за «Николаев» | Всего за «Николаев» | 268       | 3         | 1     | 0     | 269   | 3     |

## Образование
Окончил Одесский технологический институт холодильной промышленности.